# Hans Matthison-Hansen
Hans Matthison-Hansen (danès: Hans Mathias Hansen)  (Hohlwege, 6 de febrer de 1807 - Roskilde, 7 de gener de 1890) era un organista danès, pare de Gottfred i Waage Matthison-Hansen.
Inicialment, Matthison-Hansen es va dedicar a la pintura, però alhora va ensenyar música com a artista autodidacta. Per recomanació de Weyse, va rebre el servei d'orgue el 1832 a la catedral de Roskilde, el més important de Dinamarca. El 1882 va celebrar el seu aniversari de mig segle com a propietari d'aquest lloc, on es va donar a conèixer com un dels millors organistes de Dinamarca, especialment excel·lent com a improvisador. Va actuar el 1862 a Estocolm i el 1864 a Londres, i el 1869 va rebre el títol de professor.
Les seves composicions consisteixen en cançons d'orgue, himnes i cantates, els oratoris Johannes i Den silent Lørdag (dedicats a Oskar I), cançons espirituals, tres quartets de corda i quartets d'home, entre els quals el més conegut és Fra Issefjorden showers.